# 高構
高 構（こう こう、540年 - 611年）は、中国の隋の政治家。字は孝基。本貫は北海郡。

## 経歴
弱冠にして、州の主簿に任ぜられた。北斉に仕えて河南王参軍事となり、徐州司馬・蘭陵郡太守・平原郡太守を歴任した。北斉の滅亡後、北周の武帝の下で許州司馬となった。
隋が建国されると、冀州司馬に転じ、有能なことで知られた。入朝して比部侍郎に任ぜられ、まもなく民部に転じた。ときに内史侍郎の晋平東とその兄の子の晋長茂が正嫡を争ったが、尚書省は断を下すことができず、朝臣が三たび議論して決められなかった。高構がこの件を合理的に裁断したので、文帝に内殿に召されてねぎらわれた。まもなく雍州司馬に転じた。一年あまり後、吏部侍郎に転じた。再び雍州司馬となり、事件に連座して盩厔県令に左遷された。さんたび雍州司馬となり、また吏部侍郎となったが、免職された。
煬帝が即位すると、高構は吏部侍郎にもどされた。吏部の中では最も有能で、前後の典選の官は、みなかれの指示をあおいだ。高構は放談を好み、すこぶる軽薄であったが、親しくつきあうと優雅でもあったので、とくに吏部尚書の牛弘に重んじられた。後に老病のために解職されたが、人事についての見識を買われて、邸に使者を派遣され人事の可否を諮問された。611年、72歳で死去した。
高構の性格はユーモラスで、多智多弁であり、読書を好み、行政事務を得意とした。杜如晦や房玄齢らを登用したことでも知られ、後にかれらが唐の大臣の位に上ると、高構は人を知る鑑を持っていたと論じられた。

## 伝記資料
- 『隋書』巻六十六 列伝第三十一
- 『北史』巻七十七 列伝第六十五